# Domnița Casandra Cantacuzino
Casandra Cantacuzino (d.cca.1706) a fost fiica domnitorului Moldovei, Dumitrașcu Cantacuzino și soția domnitorului Nicolae Mavrocordat.

## Familia
Provenea din Familia Cantacuzino. Era fiica domnitorului Dumitrașcu Cantacuzino și al Ruxandrei Grillo. Bunicul ei, Mihai Cantacuzino, a fost mare vistiernic al Valahiei. Casandra era stră-stră nepoata lui Mihail Șaitanoglu.

## Căsnicia și copii
La începutul secolului al XVIII-lea sa căsătorit cu Nicolae Mavrocordat. Împreună au avut doi copii:
- Scarlat Mavrocordat (1701-cca.1726)

- Ruxandra Mavrocordat (1702-înainte de 1716)

## Moartea
Nu se știe data morții, cel mai probabil înainte de 1706, atunci când Nicolae se recăsătorește cu Pulcheria Tzouki.